# Sara Jean Underwood
Sara Jean Underwood (Portland, Oregón, 26 de marzo de 1984) es una modelo estadounidense de Playboy e instructora de yoga.

## Biografía
Nació en Portland (Oregón) y se graduó en el Scappoose High School en 2002. Fue estudiante de la Universidad Estatal de Oregón.
Sara Underwood apareció por primera vez en la revista Playboy, no solo en la edición de octubre de 2005 The Girls of the Pac 10, también como modelo en portada. En dicha portada apareció como jugadora de fútbol americano, vestida solo mediante body painting con los colores de Oregon State Beavers. Su siguiente aparición fue en la revista de julio de 2006, como playmate. 
En junio de 2007, Playboy la galardonó como Playmate del Año.
En marzo de 2008, Playboy la incluyó entre las "25 Hottest Playboy Celebrities".
Ha sido invitada en un programa de MTV llamado Ridiculousness, el cual es conducido por Rob Dyrdek